# 싱가포르의 교통
싱가포르의 교통은 도로 교통이 대부분의 비중을 차지한다. 싱가포르 전역에 도로가 깔려 있으며 센토사섬과 주롱섬도 서로 연결되어 있다. 싱가포르 교통의 또다른 축을 맡고 있는 것은 철도 교통으로, 싱가포르 도시철도가 싱가포르 전역에, 싱가포르 경전철이 일부 지역 내에서 운행되고 있다. 한편 싱가포르 본섬과 나머지 섬들 간에는 페리 운행이 이뤄지고 있다.
싱가포르는 외국과도 여러 교통 수단을 통해 연결되어 있다. 싱가포르와 말레이시아를 잇는 다리로는 제방도로와 제2도로가 있다. 싱가포르 창이 국제공항은 아시아의 주요 항공 허브이며 싱가포르항은 아시아에서 제일가는 환적항구이다. 런던의 컨설팅기업 크레도의 연구에 따르면 싱가포르는 세계에서 가장 가성비가 뛰어난 대중교통망을 구축해놓고 있다.
제2차 세계 대전 발발 이전까지 싱가포르의 주요 대중교통 수단은 릭샤가 차지했다. 전후에는 릭샤가 트리샤로 대체되었는데, 트리샤도 교통수단으로는 1980년대부터 더 이상 사용되지 않고 있다. 다만 현재 관광객 대상으로는 트리샤가 운행되고 있으며, 트리샤로 싱가포르 도심을 달리는 색다른 체험을 제공하고 있다.

## 도로 교통

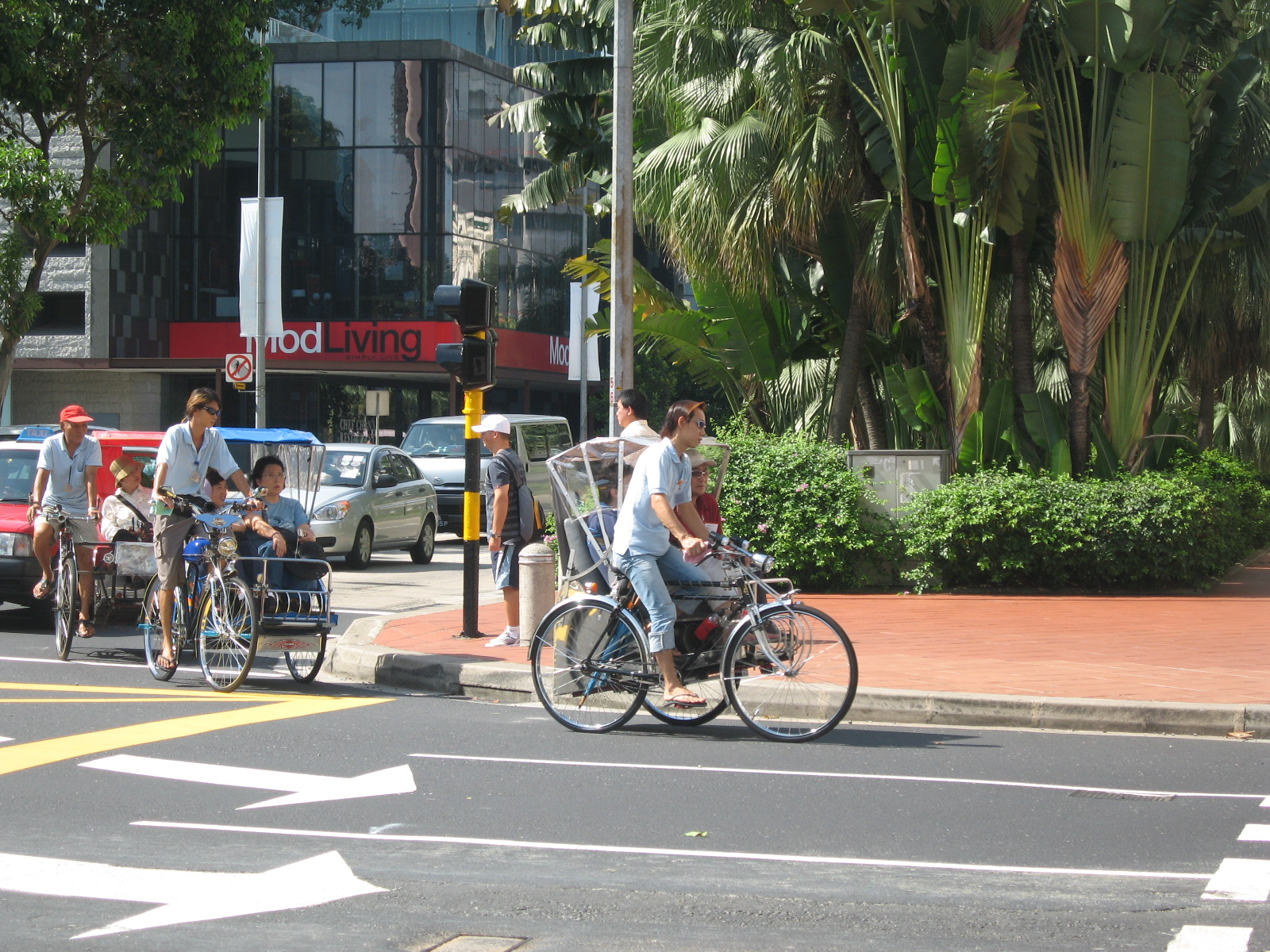
관광객들을 대상으로 한 트리샤

### 도로
싱가포르는 세계 최초로 싱가포르 구역허가제를 시행하여, 가장 혼잡한 도심 지역으로 진입하는 도로에 요금을 부과하는 제도를 상용화하고 있다. 이와 동시에 전자 요금 징수의 일종인 ERP (Electronic Road Pricing)도 시행 중에 있다.
- 고속도로 총연장: 161 km
- 주요 포장도로 총연장: 645 km
- 집산도로 총연장: 557 km
- 국지도로 총연장: 2048 km (2011년 기준)[2]

싱가포르의 도로 운행은 다른 영연방 국가와 마찬가지로 좌측 통행이다. 2014년 기준으로 싱가포르의 총 자동차 등록수는 973,004대이다.

### 고속도로

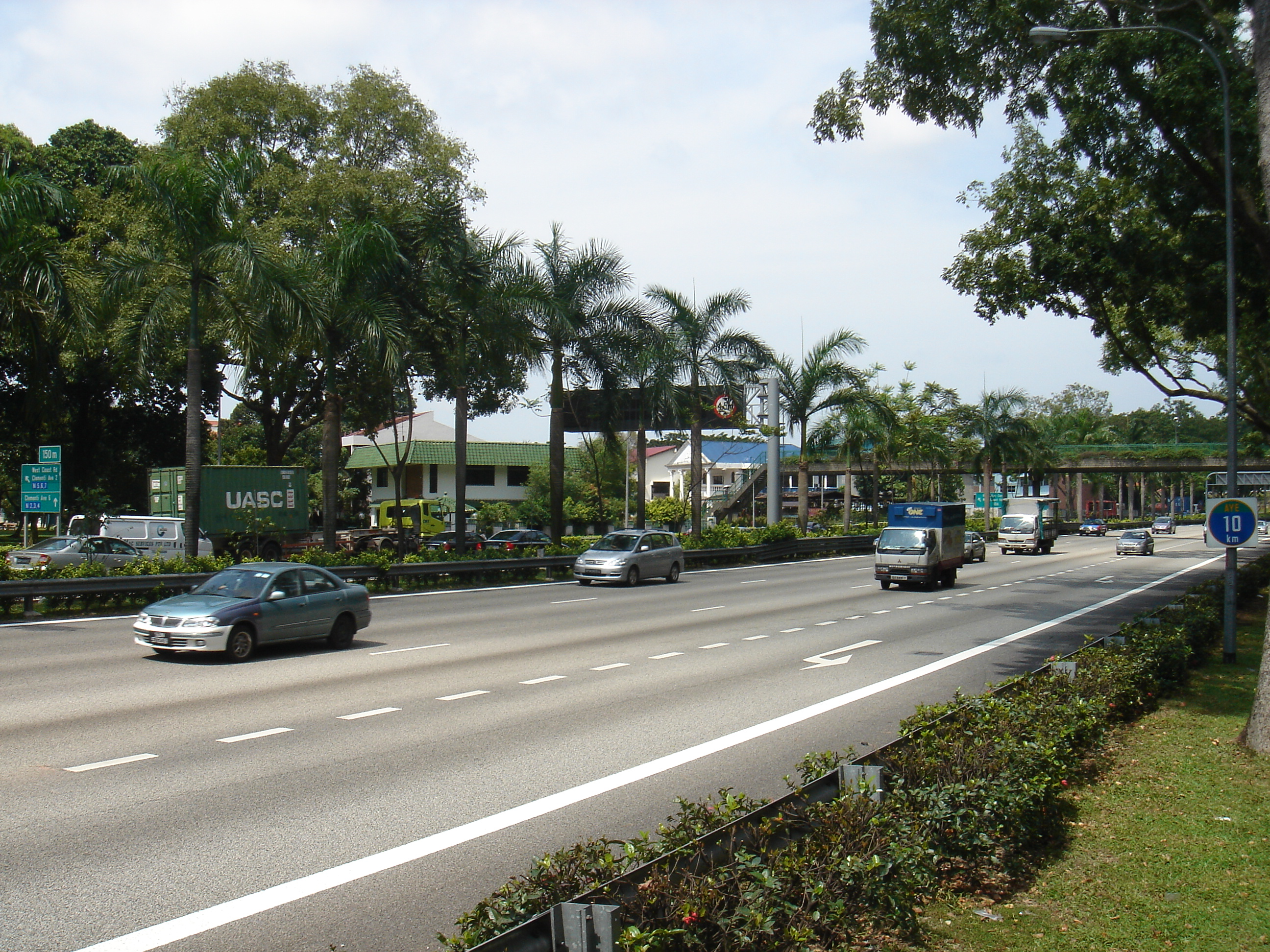
아베르 라자 고속도로

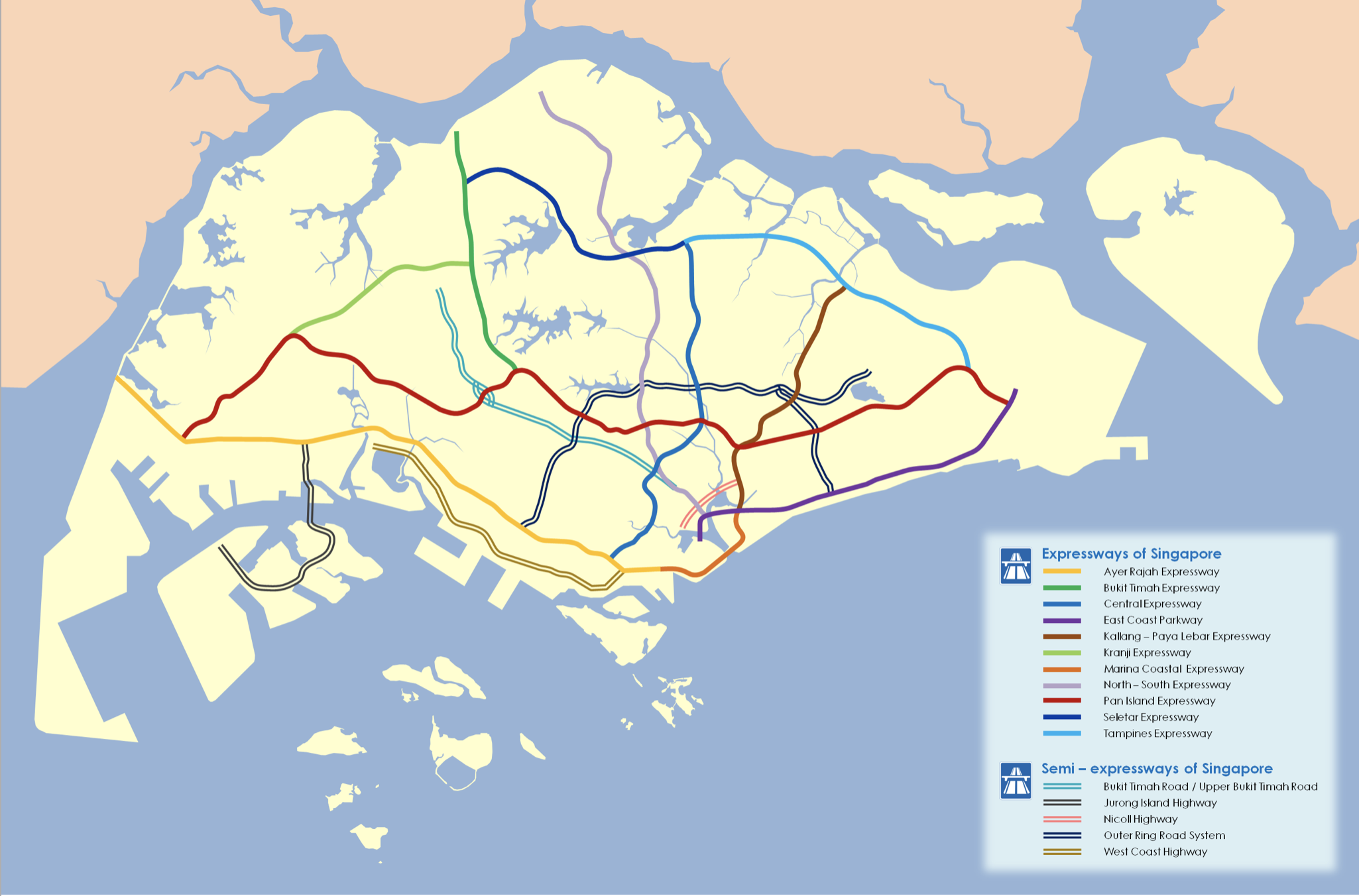
싱가포르의 고속도로망. 10개 고속도로와 3개 준고속도로가 있다.

싱가포르의 도로망 계획, 건설, 유지보수는 육상교통청 (LTA)이 총괄하며 여기에는 싱가포르의 고속도로도 포함된다. 싱가포르의 고속도로는 도시계획에 따라 개발된 지역 중심지와 각각의 마을들을 잇는 정맥 역할을 한다. 물론 고속도로의 주된 건설 목적은 도시 중심부와 위성도시 사이를 최단거리로 차량이 이동할 수 있도록 한 것이다. 싱가포르의 고속도로는 다음과 같다.
- 아베르 라자 고속도로(AYE)
- 부킷 티마 고속도로(BKE)
- 중앙고속도로(CTE)
- 이스트 코스트 파크웨이(ECP)
- 마리나 코스탈 고속도로(MCE)
- 칼랑파야 르바르 고속도로(KPE)
- 크란지 고속도로(KJE)
- 판섬 고속도로(PIE)
- 셀레타르 고속도로(SLE)
- 탐피네스 고속도로(TPE)
- 남북고속도로(계획중)

싱가포르는 독립 직후 중앙구 일대에 빈번해진 교통체증을 해소하기 위해 교통정책에 고속도로 분야를 확대하였다. 그당시 목표는 싱가포르섬의 다른 지역에 주택개발을 도모하고, 이러한 '위성마을'에 살게 된 주민들에게 집과 직장 (대부분 도시 중심가에 위치) 사이를 편리하게 연결할 수 있도록 교통편을 제공한다는 것이었다.

### 케이블카
싱가포르 케이블카는 페이버 산에서 싱가포르 본섬과 센토사섬 리조트를 이어주며, 관광지 갈 때 대체 수단으로 이용할 수 있다. 2010년 8월 기존의 노후화된 케이블카를 개조하는 작업을 거쳤다.

### 수상 교통

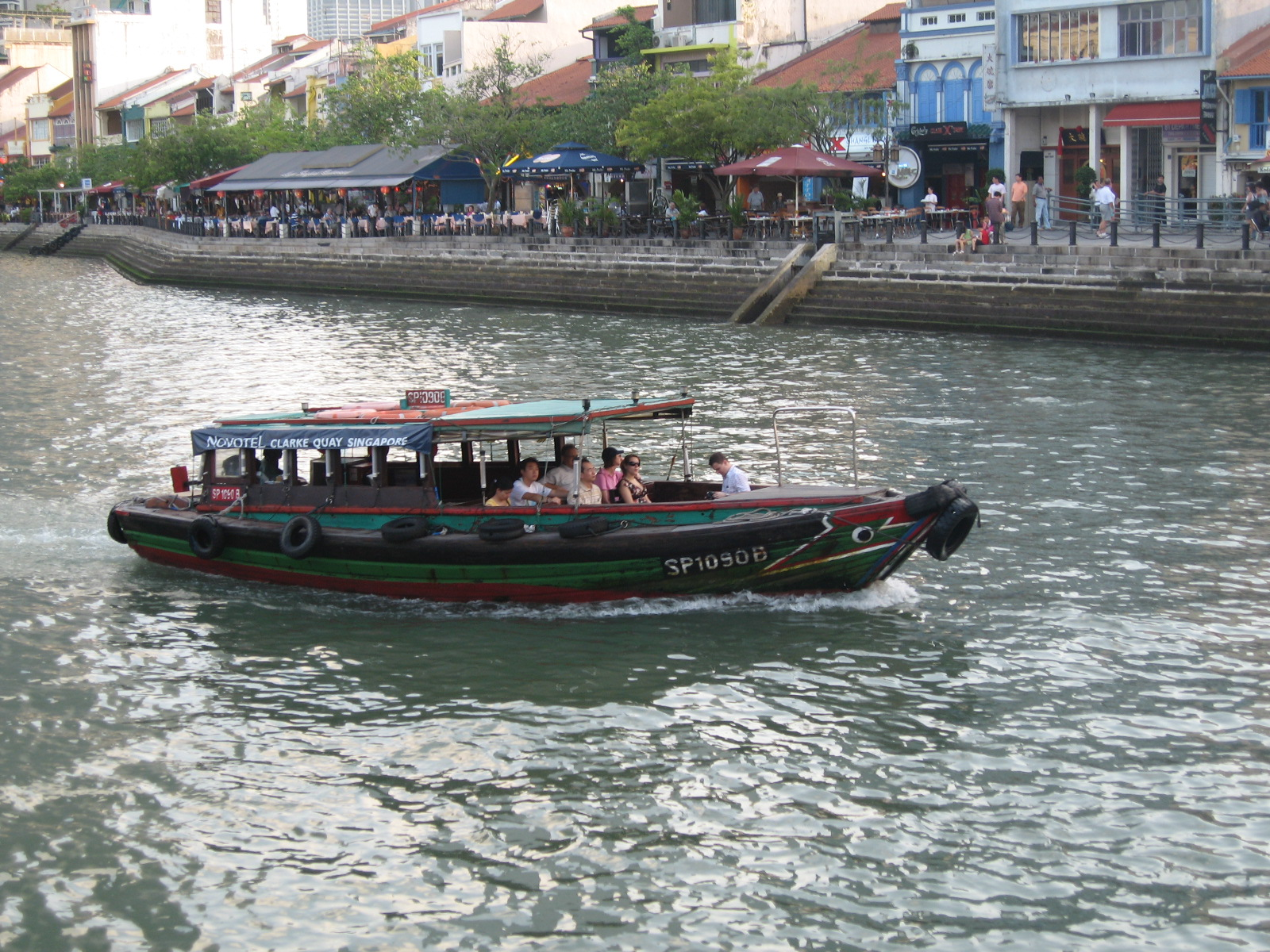
싱가포르강의 보트 부두 부근을 지나가고 있는 행상보트

싱가포르 본섬의 수상 교통수단은 싱가포르강을 따라 운행되는 수상택시밖에 없다. 수상택시는 2013년 1월 도입되어 지금까지 운행되고 있지만 이용률은 낮은 수준이다. 마리나 사우스 항에서 서던아일랜즈 (쿠수섬과 세인트존스섬 등지)로 가는 일일 페리도 운항되고 있다.

## 대중 교통

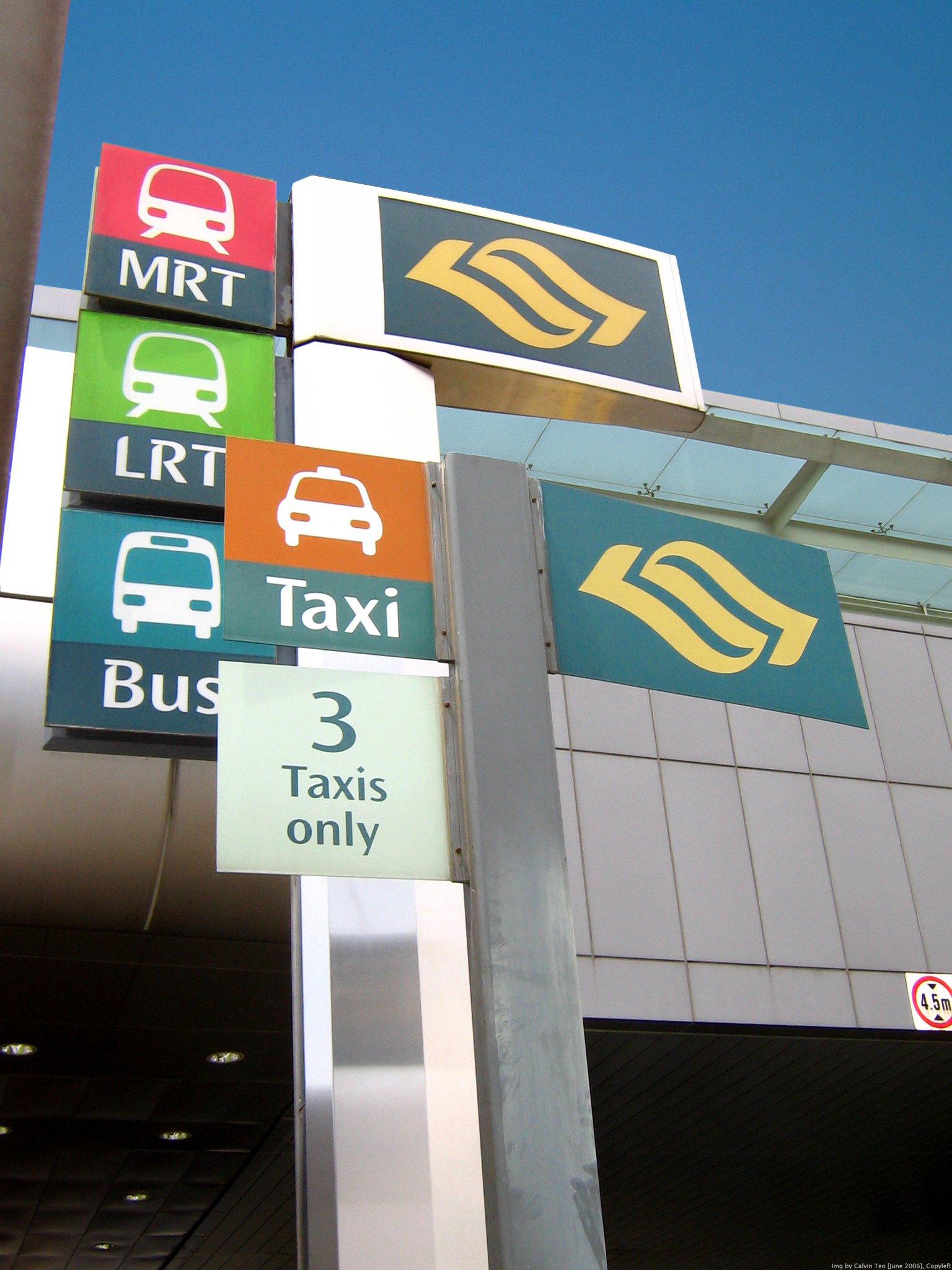
MRT, LRT, 버스, 그리고 택시는 싱가포르의 대중교통을 담당하는 주축이다.

런던의 컨설팅회사인 크레도의 연구에 의하면, 싱가포르는 세계에서 가장 가성비가 좋은 대중교통망을 구축한 지역 중 하나이다. 대중교통으로는 다양한 교통 수단이 있는데 버스와 철도, 택시를 예로 들 수가 있다. 이는 싱가포르 정부가 싱가포르의 교통 수단을 개인 교통수단의 수준을 넘어서 공공 분야로 확대하도록 크게 장려하는 데 중점을 둔 결과이기도 하다. 대중교통망의 일일 이용객 수는 약 530만 8000명에 달하며, 싱가포르 인구의 절반 이상이 매일 대중 교통을 이용하는 것으로 조사된다.
싱가포르의 대중교통망은 싱가포르인들에게 있어 출근이나 통학하는 데 가장 중요한 교통 수단이다. 싱가포르 국민 (외국인 제외)의 52.4%가 출퇴근에 대중 교통을 이용하며, 41.6%는 개인 교통수단을, 6.1%는 아무런 교통 수단을 이용하지 않는다고 2000년 인구총조사에서 드러난 바 있다. 등하교 인구로 따지면 41.5%가 대중 교통을, 24.9%가 개인 교통수단을 이용하고, 30.1%가 교통 수단을 이용하지 않고 있다.
싱가포르 국민과 영구이주민의 대중교통 이용객 수는 1990년에 비해서 살짝 줄어든 편인데, 그 당시 출퇴근과 등하교시 이용 비율은 각각 55.0%, 46.3%였다. 정부는 이러한 추세를 반전시켜 대중교통을 이용하는 평균 통근자수의 총 비율이 75% 이상을 넘도록 하는 것을 목표로 두고 있다.

### 버스

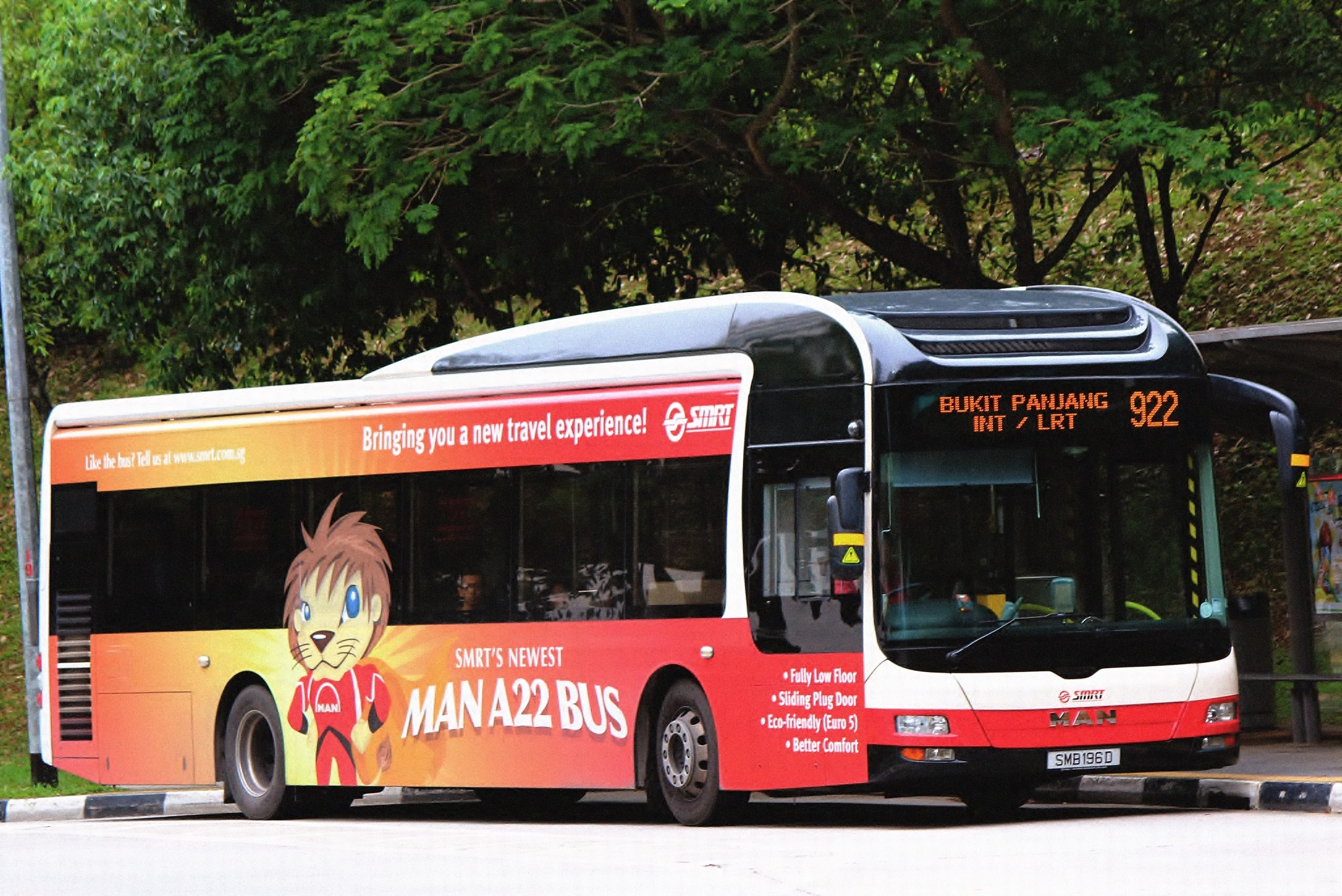
SMRT 버스 소속 MAN A22 차량

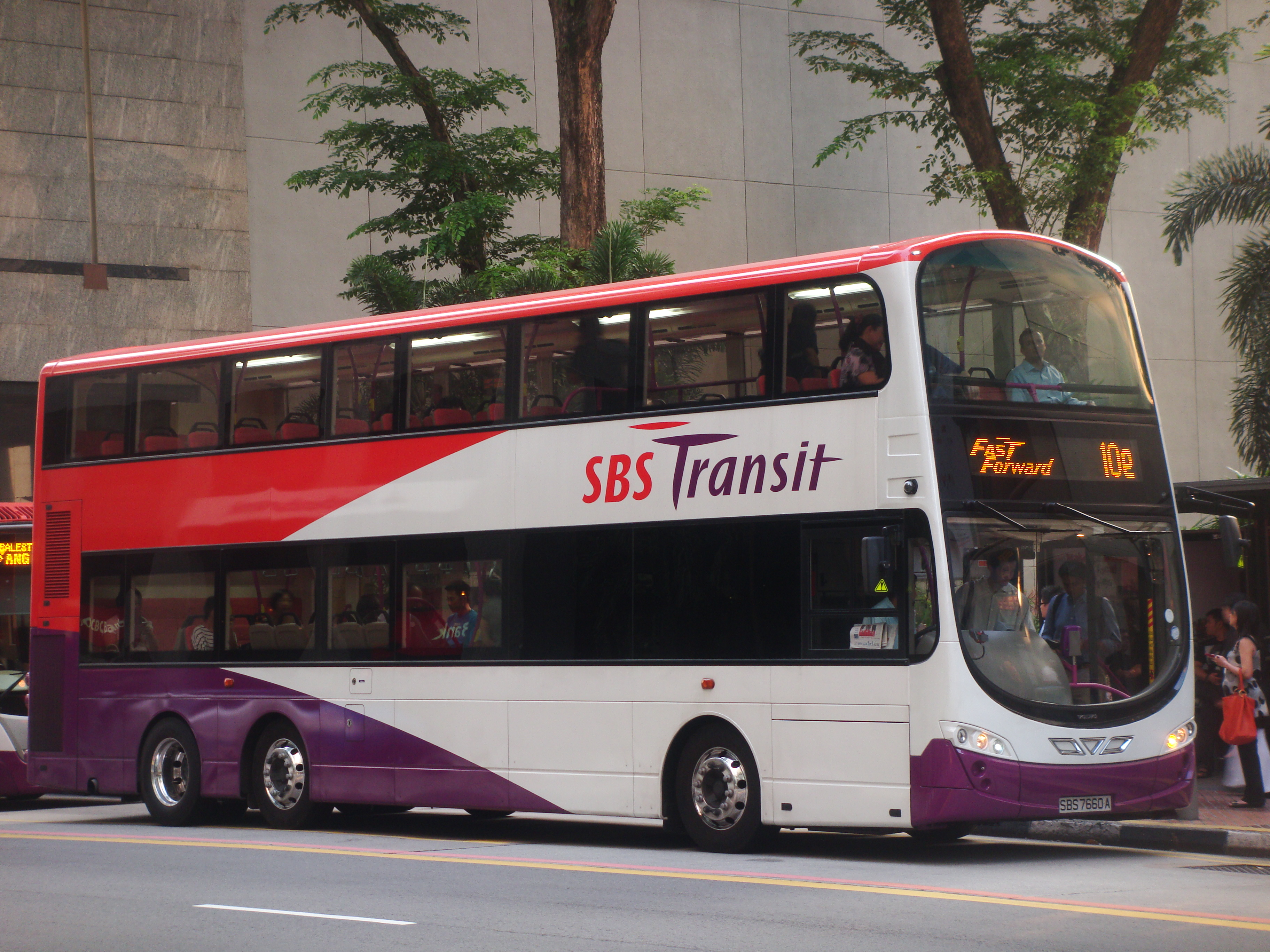
SBS 교통 소속 Volvo B9TL Gemini Eclipse 차량

다음은 싱가포르에서 영업하고 있는 대중 버스 회사이다.
SBS 트랜짓
- 노선 개수: 195노선 (2016년)
- 편도수: 3,000대 이상 (2016년)

SMRT 버스
- 노선 개수: 77노선 (2016년)
- 편도수: 1,400대 이상 (2016년)

타워 트랜짓 싱가포르
- 노선 개수: 26노선 (2016년)
- 편도수: 380대 (2016년)

고어헤드 싱가포르 (Go-Ahead Singapore)
- 노선 개수: 25노선 (2016년)
- 편도수: 380대 (2016년)

### 철도

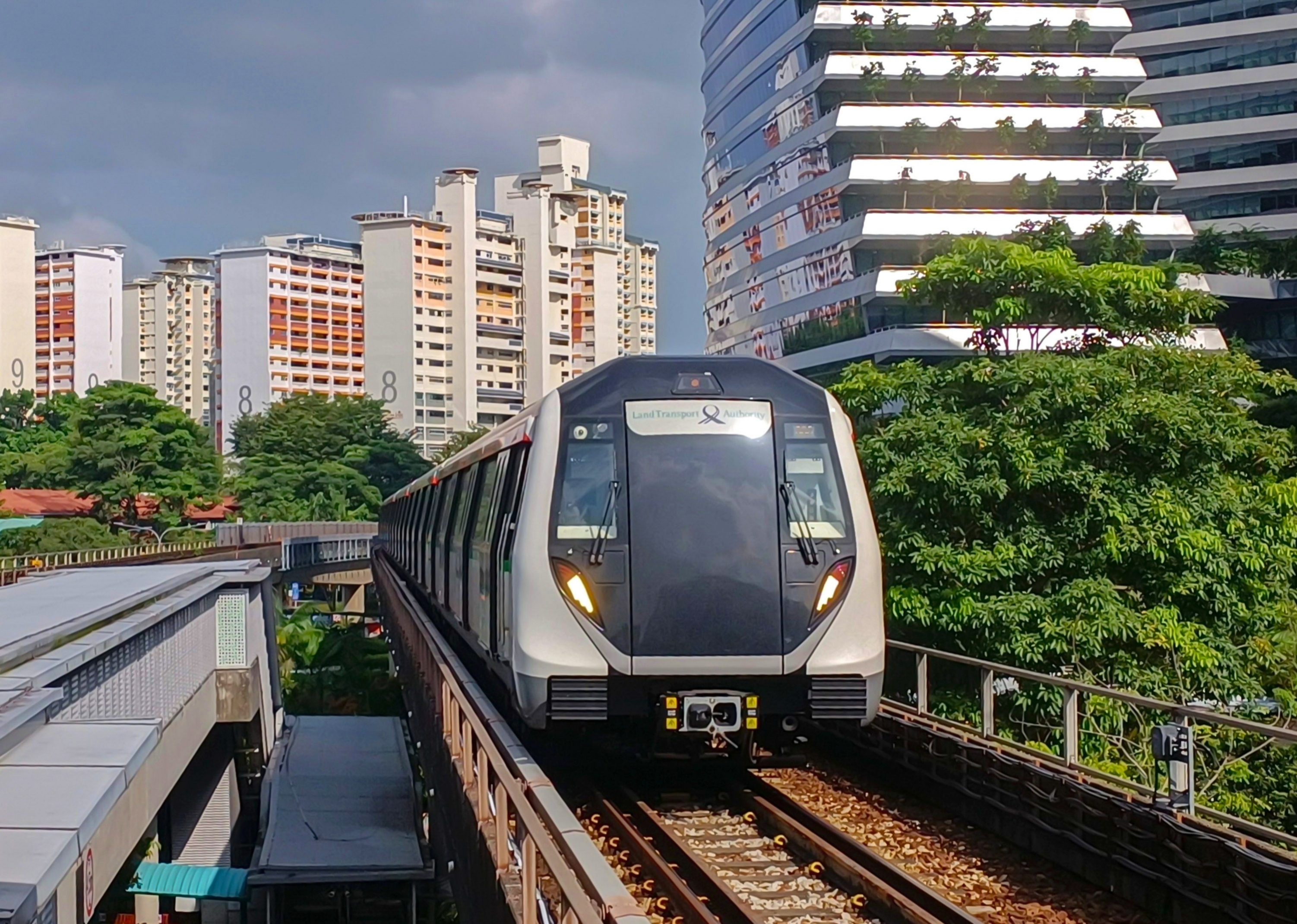
싱가포르 MRT R151

2016년 기준으로 철도 노선은 다음과 같다.
SMRT 소속
- 노스사우스 선 (빨간색)
- 이스트웨스트 선 (녹색)
- 서클 선 (귤색)
- 톰슨-이스트코스트선 (갈색)
- 푸킷 판장 선 (LRT, 회색)

SBS 트랜짓 소속
- 노스이스트 선 (보라색)
- 다운타운 선 (파란색)
- 셍캉 선 (LRT, 회색)
- 풍골 선 (LRT, 회색)

이밖에도 센토사섬을 연결하는 센토사 익스프레스 모노레일이 있다.
한편 앞으로 건설되거나 계획중인 노선으로는 이스트웨스트 선 연장 (투아스 링크 역), 톰슨-이스트코스트 선, 서클 선 6단계 연장 구간, 노스사우스 선 연장 구간, 크로스아일랜드 선 (계획중), 주롱 리전 선, 다운타운 선 연장 구간, 노스이스트 선 연장 구간, 쿠알라룸푸르-싱가포르 고속철도가 있다.

### 택시
택시는 싱가포르와 같은 도시 국가에 알맞는 교통수단으로, 싱가포르의 대중 교통 중에서 가장 흔한 수단이다. 택시 요금 역시 선진국 대다수 도시의 택시 요금에 비해서 낮다. 2014년 기준으로 싱가포르의 택시 운행량은 28,736대로, 6곳의 택시 회사와 178인의 개인택시 운전사가 운행을 맡고 있다. 중앙업무지구 외곽의 어느 공공도로에서든 아무때나 택시를 멈춰세워 타고 갈 수 있어 편리하다.

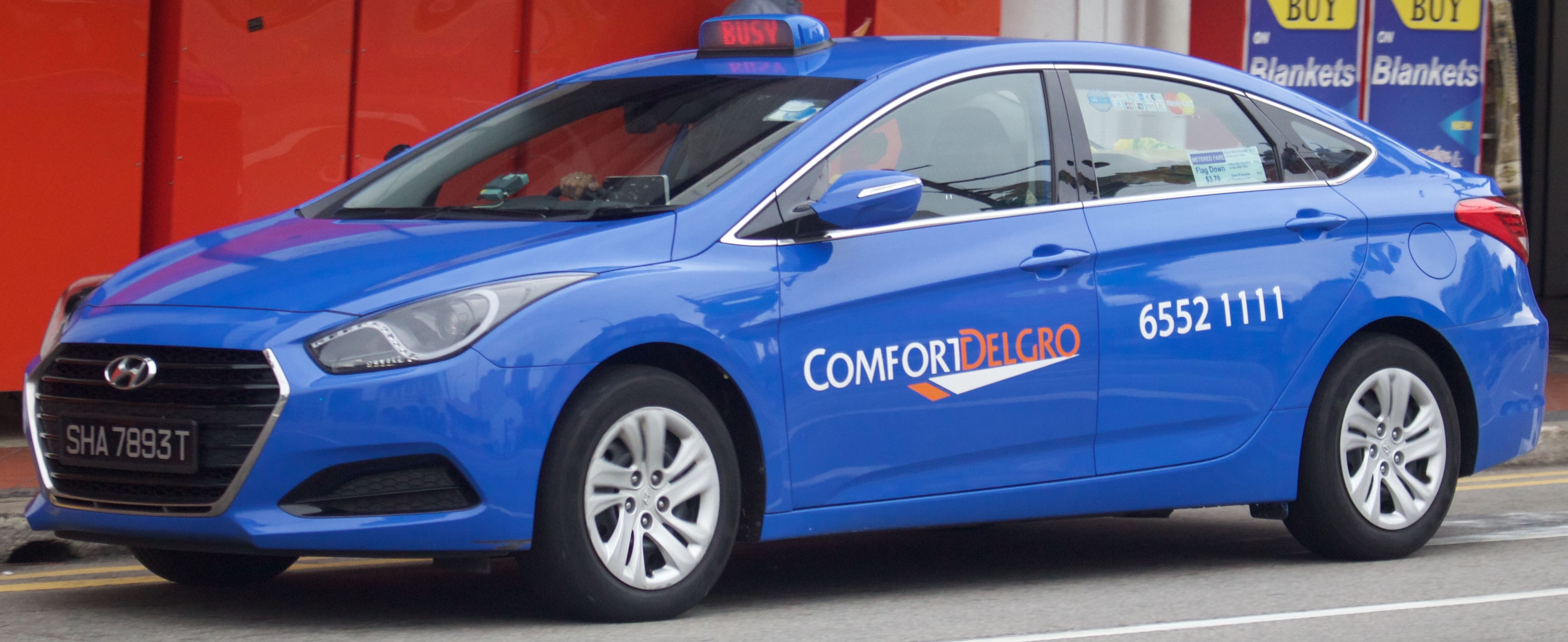
싱가포르의 컴포트델그로 사 소속 현대 i40 세단 차량 택시

## 대중교통 규제
싱가포르의 대중교통 규제는 육상교통청이 맡고 있다. 요금책정이나 버스운행 기준과 같은 일부 사항은 독립기관인 대중교통위원회의 제정조항에 따르며, SBS 트랜짓, SMRT 트레인, SMRT 버스가 공동으로 만든 트랜짓링크 (TransitLink)는 공통 요금제, 정보 플랫폼, 운행 중복 없는 교통망을 비롯한 통합 멀티모드 시스템을 구축한다.
육상교통청의 정책은 싱가포르의 대중교통 이용을 촉진하기 위한 것이다. 이를 통해 중앙지구에서 벗어나 거주하도록 장려책을 제공하고, 대기오염도 줄이는 것을 핵심 목표로 두고 있다. 싱가포르에는 MRT와 LRT (경전철) 체계가 있으며 총 다섯 개의 노선으로 구성된다. 그와 더불어 섬 구석구석에 버스 노선망이 구축되어 있으며 대부분의 버스가 싱가포르의 열대기후를 감안하여 에어컨이 설치되어 있다. 에어컨이 설치되지 않은 버스는 점차 사라지고 있는 추세이다. 또 EZ-링크라 부르는 비접촉식 교통카드도 있는데 버스와 MRT 승차에 사용된다.

## 국제 교통수단
싱가포르는 타국과 육상, 해상, 항공수단으로 잘 연결되어 있다.

### 육상

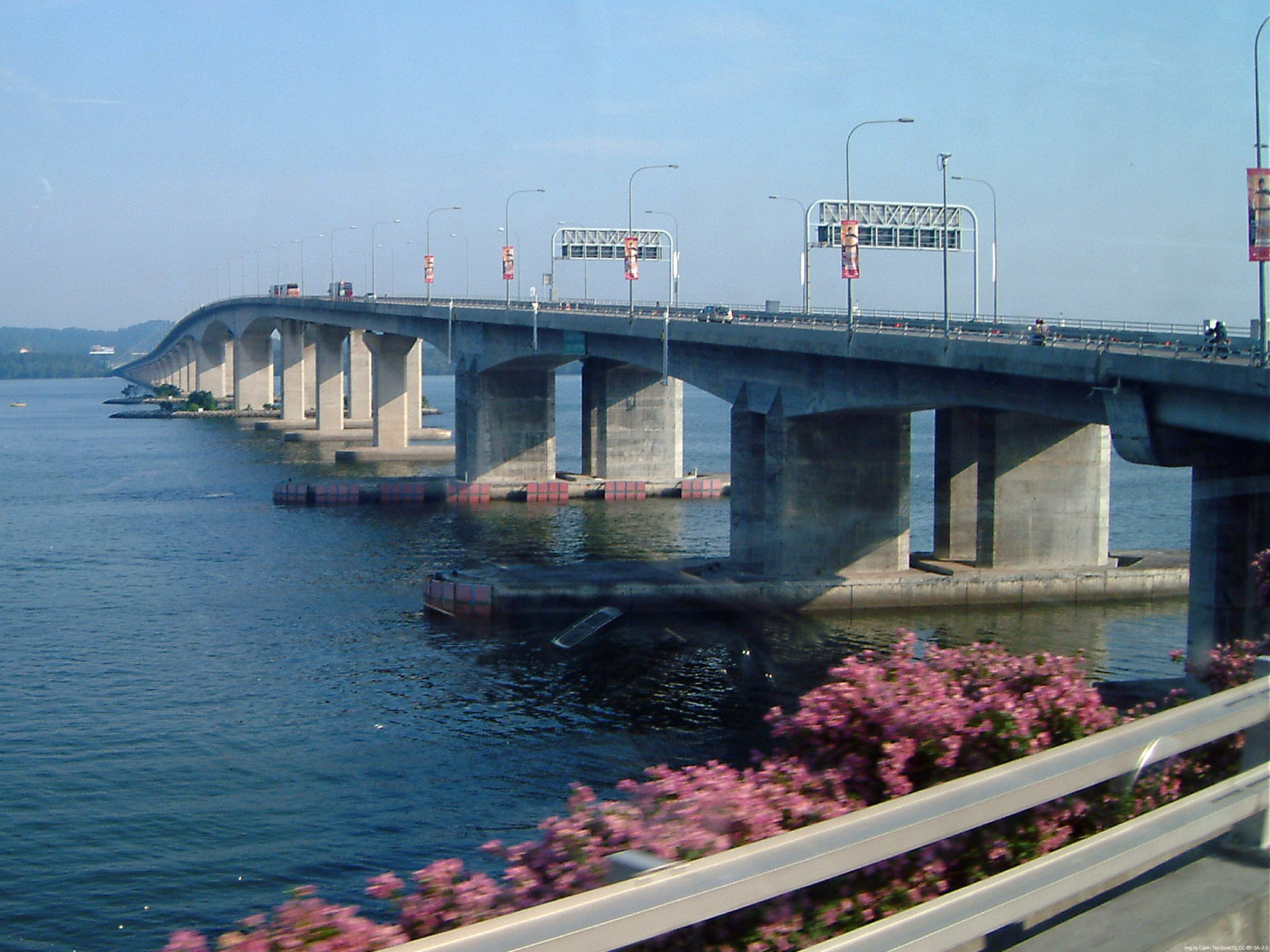
투아스 세컨드 링크

싱가포르는 말레이시아와 육상 도로 두 개로 연결된다. 1920년대에 만들어진 조호르-싱가포르 코즈웨이는 말레이시아 조호르의 조호르바루와 싱가포르의 우드랜즈를 이으며, 일반도로와 철도 선로가 놓여 있다. 다른 하나는 이보다 서쪽에 위치한 투아스 세컨드 링크 대교로 1996년에 지어졌으며 싱가포르의 투아스와 말레이시아 조호르의 탄중쿠팡을 잇는다.
한편 말레이시아 철도가 운영하는 철도망을 국제 철도노선으로 확대한 것도 있다. 2011년 7월 1일 우드랜즈 철도역은 말레이시아 철도망의 남쪽 종착역으로 운영하게 되었다. 이전에는 싱가포르 중심부의 탄종파가르역까지만 말레이시아발 열차가 운행하였다. 이밖에도 두 개의 철도 노선이 계획되어 있는데 하나는 주롱이스트까지 가는 콸라룸푸르-싱가포르 고속철도, 다른 하나는 우드랜즈 노스 역과 조호르바루의 부킷차가르 역을 잇는 조호르바루-싱가포르 급행철도이다.

### 해상

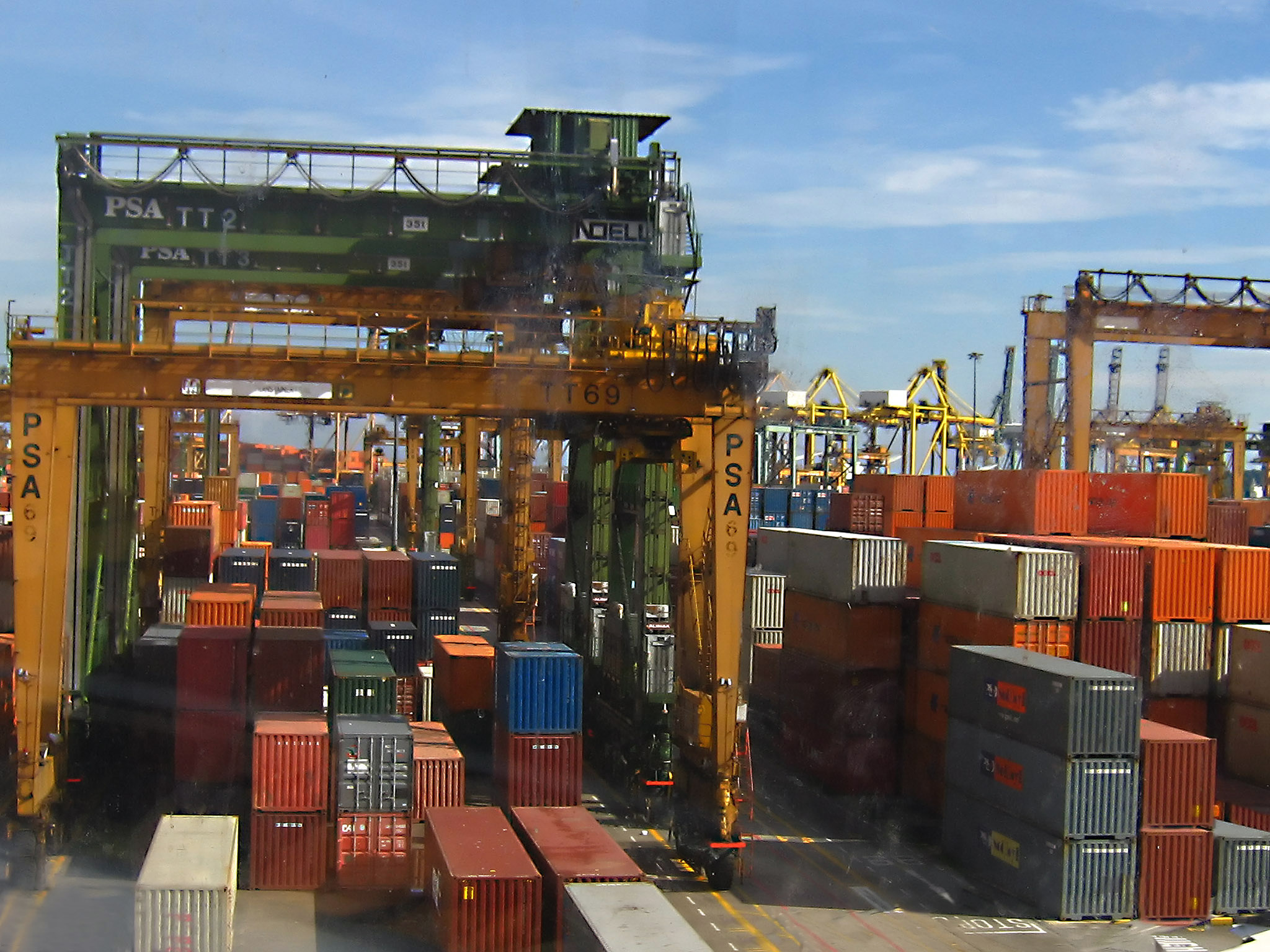
싱가포르의 케펠 컨테이너 터미널

싱가포르에서는 말레이시아와 인도네시아에 속한 섬으로 보트와 페리 노선이 운항한다. 기점은 창이 페리터미널, 창이 포인트 페리터미널, 타나메라 페리터미널, 싱가포르 크루즈 센터, 마리나베이 크루즈 센터 싱가포르 등이 있다.
싱가포르의 항구인 싱가포르항과 주롱항은 PSA 인터네셔널 (옛 싱가포르항만청)이 관리하고 있다. 선박톤수 기준으로는 세계 최대 규모 수준으로, 2004년에는 10억 4000만 톤을 기록해 싱가포르 사상 처음으로 10억톤 고지에 올랐다. 또 같은해 화물톤수 기준으로도 3억 9300만 톤을 기록해 1위에 올랐다. 2년 후인 2006년에는 4억 4800만 톤에 도달했다.
싱가포르는 컨테이너 수송 면에서도 세계 2위에 속하며, 2004년에는 2130만 TEU를 기록하였다. 그와 더불어 세계 최대의 환적운수 항구로 기록됐다. 또한 연료수송에서도 2004년 기준 2360만 톤으로 세계 1위에 올랐다.
2007년 싱가포르 항은 홍콩과 상하이를 제치고 다시 한번 세계 최대의 항구로 기록되었으며 싱가포르 시도 아시아 최대의 항구도시로 기록됐다.
| 항구             | 운영사                | 유형     | 정박지 | 부두 길이 (m) | 부두 크레인 | 면적 (m²) | 수용규모 (kTEU) |
| ---------------- | --------------------- | -------- | ------ | ------------- | ----------- | --------- | --------------- |
| 브라니 (BT)      | PSA 인터내셔널        | 컨테이너 | 9      |               | 31          | 790,000   |                 |
| 코스코-PSA (CPT) | 코스코/PSA 인터내셔널 | 컨테이너 | 2      | 720           |             | 228,000   | >100만          |
| 주롱             | JTC                   | 다목적   | 23     | 4,486         |             | 1,200,028 |                 |
| 케펠 (KT)        | PSA 인터내셔널        | 컨테이너 | 14     |               | 36          | 960,000   |                 |
| 파시르판장 (PPT) | PSA 인터내셔널        | 컨테이너 | 12     |               | 49          | 1,770,000 |                 |
| 파시르판장 부두  | PSA 인터내셔널        | 종합     |        |               |             |           |                 |
| 셈바왕           | PSA 인터내셔널        | 종합     |        |               |             |           |                 |
| 판종 파가 (TPT)  | PSA 인터내셔널        | 컨테이너 | 8      |               | 27          | 840,000   |                 |

### 항공

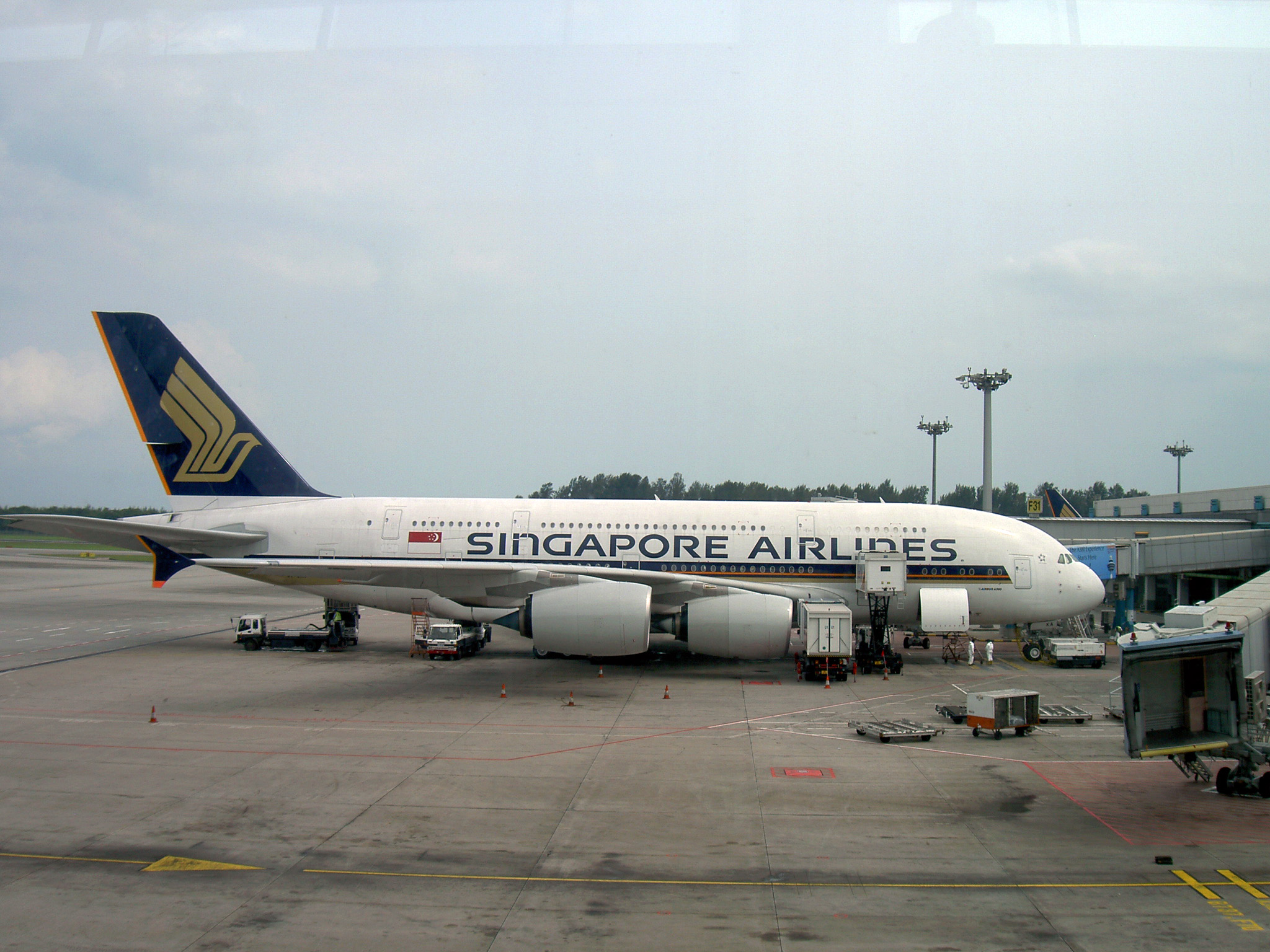
싱가포르 창이 국제공항의 싱가포르 항공 (에어버스 A380)

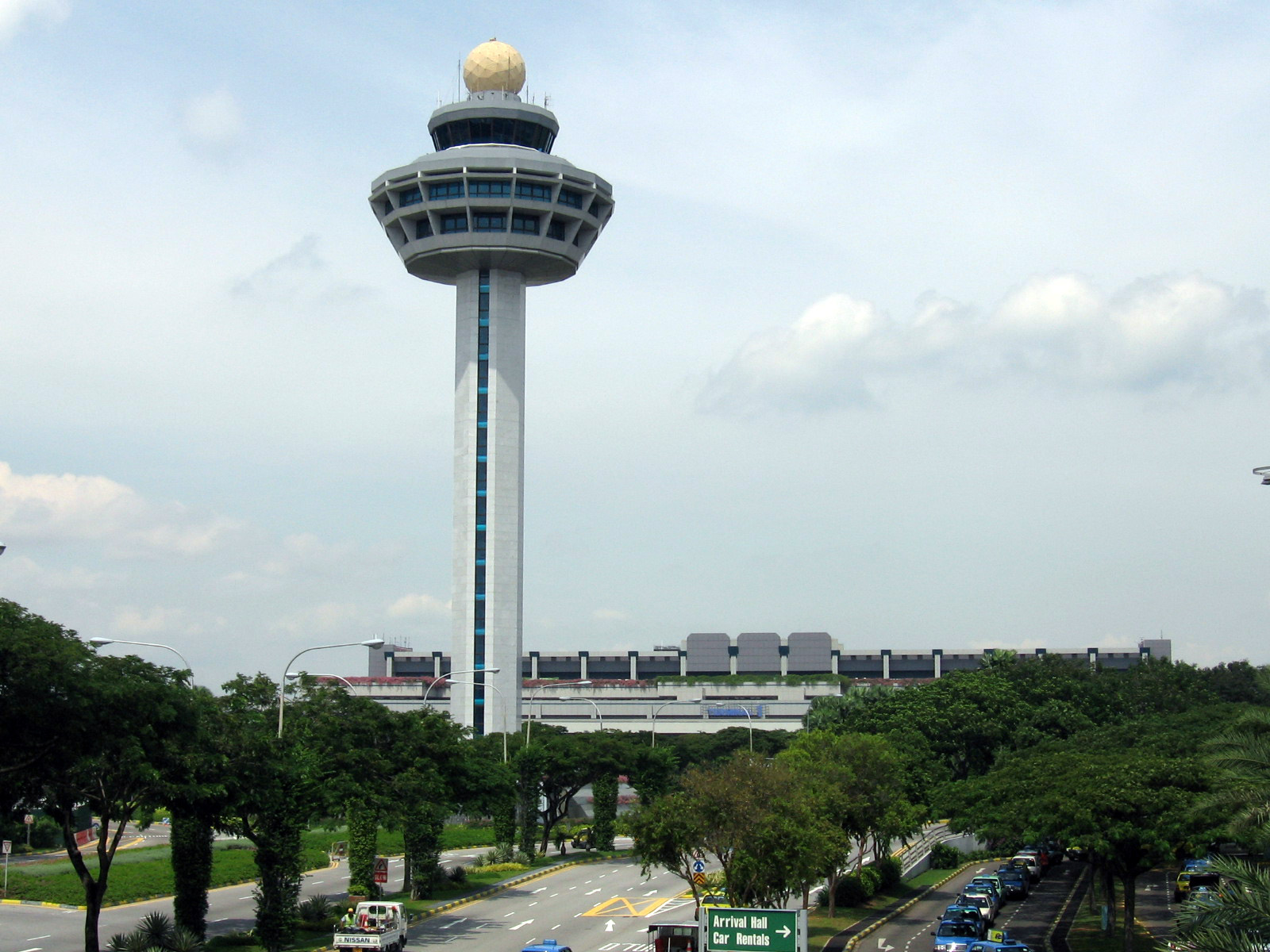
싱가포르 창이 국제공항의 관제탑

싱가포르는 각 항공사들이 자국 내에서 운영을 개시하도록 유치하는 과정에서 개방된 항공 정책으로 아시아의 주요 항공 허브로 거듭나겠다는 목표를 두고 있다. 싱가포르의 항공업계는 싱가포르 교통부 산하 법정위원회인 싱가포르 국가항공국의 통제를 받는다.
2007년 10월에는 영국과 항공 자유화 협정을 체결하여 영국 항공기의 싱가포르 내 자유로운 운항을 허가하였다. 반대로 싱가포르 항공기는 영국 국내 운항을 운영할 수 있게 될 뿐만 아니라, 런던 히드로 공항에서 여러 기착지, 예컨대 미국과 캐나다 등지로도 운항할 수 있게 되었다.

#### 항공사
싱가포르의 정기 운항 항공사는 총 여섯 곳이 있으며, 전부 싱가포르 창이 공항을 본거지로 6대륙 70개 도시 이상에 정기 항공편을 취항하고 있다. 싱가포르 대표 항공사인 싱가포르 항공은 창이 국제공항 제2여객터미널과 제3여객터미널을 허브로 두고 있으며, 자회사인 실크에어와 스쿠트는 창이 국제공항 제2여객터미널을 허브로 삼고 있다.
싱가포르의 저예산 항공사 중에서 제트스타 아시아 항공과 발루에어는 창이 국제공항 제1여객터미널을 허브로 두고 있고, 타이거 항공만이 저예산항공 터미널을 본거지로 삼고 있다. 나머지 항공사들은 지금의 자리가 접근성과 항공편 연결 환승의 용이하다는 등의 이유로 저예산항공 터미널로 자리를 옮기지 않고 있다.
2012년, 저예산항공 터미널이 제4여객터미널 공사를 위해 폐쇄되면서 타이거 항공도 제2여객터미널로 자리를 옮기게 되었다.
- 제트스타 아시아 항공 - 2004년 설립
- 스쿠트 - 2011년 설립
- 실크에어 - 1976년 설립
- 싱가포르 항공 - 1937년 설립 (말레이시아 항공에서 독립)
- 타이거 항공 - 2003년 설립
- 발루에어 - 2004년 설립 (2005년 제트스타 아시아와 합병되었다가 제트스타 아시아의 특정 서비스로 브랜드 유지)

#### 공항
싱가포르의 주요 허브공항인 싱가포르 창이 공항은 세 개의 터미널을 갖춘 대규모 공항이다. 창이 국제공항은 싱가포르 본섬의 최동단에 위치해 있으며 58개국 185개 도시를 잇는다. 세번째 터미널이 최근에 문을 열면서 창이 국제공항은 매년 6400만 명의 승객을 수용할 수 있게 되었다.
셀레타르 공항은 싱가포르 최초의 민간 공항으로, 지금까지 민간 항공을 우선으로 취급하고 있다. 상업 항공편도 제한적으로 취급하는데, 말레이시아의 티오만섬과 레당섬을 잇는 베르자야 항공이 유일하다.
| 공항                 | ICAO | IATA | 용도      | 활주로 | 길이 (피트) | 길이 (m) | 비고               |
| -------------------- | ---- | ---- | --------- | ------ | ----------- | -------- | ------------------ |
| 파바 레바르 공군기지 | WSAP | QPG  | 군용      | 포장   | 12400       | 3800     | 구 민간 공항       |
| 셀레타르 공항        | WSSL | XSP  | 민간/군용 | 포장   | 6023        | 1836     | 비정기 항공편 취급 |
| 셈바왕 공군기지      | WSAG |      | 군용      | 포장   | 3000        | 914      |                    |
| 싱가포르 창이 공항   | WSSS | SIN  | 민간      | 포장   | 13200       | 4000     |                    |
| 텐가 공군기지        | WSAT | TGA  | 군용      | 포장   | 8900        | 2713     |                    |